# 도카이도 신칸센
도카이도 신칸센(일본어: 東海道新幹線)은 신칸센 노선으로 도쿄도 지요다구에 있는 도쿄역에서 오사카부 오사카시에 있는 신오사카역까지를 잇는 도카이 여객철도(JR 도카이)의 철도 노선이자 세계 최초의 고속철도 노선이다. 신오사카 역에서 연계되는 산요 신칸센과 직결 운행하고 있다.

## 개요
수송력이 한계에 이르렀던 도카이도 본선의 혼잡을 해소하기 위한 근본적인 대책으로는 신노선 건설 외에도 기존선의 복복선화 등이 거론되고 있었으나, 일본국유철도(현 JR)와 교통성은 탄환열차(The Bullet Train) 노선을 건설하기로 결정, 1959년 4월 20일 일본국유철도(현 JR)에 의해 표준궤로 착공되었다. 그리고 5년의 공사 끝에 도쿄 올림픽 개회 직전이던 1964년 10월 1일 개업하였다. 건설 당시에는 신칸센이라는 명칭이 없었고 제2도카이도선(또는 도카이도 신선)으로 불리었다. 신칸센이라는 이름은 제2차 세계대전 이전 도쿄와 시모노세키 구간에서 계획된 이른바 '탄환 열차 계획'에서 유래하였으며, 실제로 일부 구간은 2차 세계대전 당시 완공되어 있던 구간을 다시 활용했다.
개업 이후 일본국유철도(현 JR)에 의해 운영되었으나 1987년 4월 1일 국철 분할 민영화에 의해 도카이 여객철도(이하 JR 도카이)가 운영을 맡고 있다. 다만 차량 운용에 있어서는 서일본 여객철도(이하 JR 서일본) 소속 차량도 같이 운행되고 있다.
2020년 기준으로 도쿄와 신오사카 간 소요시간은 최소 2시간 21분(노조미호 기준), 최고속도는 시속 285킬로미터이다.
도쿄, 나고야, 오사카의 일본 3대 도시간을 빠르게 이동하기 위한 교통수단으로서 일본 교통의 대동맥이며 1일 열차 운행대수 378대, 1일 이용자수는 약 46만 명이다. 1시간 열차 운행대수 최대 17대이다.(노조미 12대, 히카리 2대, 고다마 3대)

## 역사
- 1958년 12월 19일 : 건설 계획이 승인
- 1959년 4월 20일 : 전 구간 선로 공사 개시
- 1964년 10월 1일 : 전 구간 개업(도쿄역·신요코하마 역·오다와라 역·아타미 역·시즈오카 역·하마마쓰 역·도요하시 역·나고야 역·기후하시마역·마이바라 역·교토 역·신오사카 역)
- 1965년 11월 1일 : 노반 안정으로 운행 시간이 1시간 단축
- 1969년 4월 25일 : 미시마역이 개업하였다.
- 1972년 3월 15일 : 산요 신칸센 일부 구간 개업으로 오카야마까지 직통 운행 개시
- 1975년 3월 10일 : 산요 신칸센 전 구간 개업으로 하카타까지 직통 운행 개시
- 1975년 7월 : 신요코하마 역 · 시즈오카 역에 히카리호 신규 정차 개시
- 1980년 10월 1일 : 히카리가 오다와라 역 · 하마마쓰 역 · 도요하시 역 · 기후하시마 역에 신규 정차 개시
- 1986년 11월 1일 : 일본국철 최후의 시간표 개정으로 최고속도가 220킬로미터로 증속하여 히카리의 도쿄 - 신오사카 주행 시간이 2시간 56분으로 감소
- 1987년 4월 1일 : 국철 분할 민영화에 의해 전 구간이 도카이 여객철도(이하 JR도카이)로 이관
- 1988년 3월 13일: 신후지역, 가케가와역, 미카와안조 역이 개업하였다.
- 1992년 3월 14일 : 노조미호 운행 개시. 300계 투입으로 도쿄 - 신오사카 주행시간이 2시간 30분으로 단축
- 1993년 3월 18일 : 노조미호 산요 신칸센 직결 운행 개시.
- 1997년 11월 29일 : 500계 투입 개시
- 1999년 3월 13일 : 700계 투입 개시
- 1999년 9월 18일 : 0계 열차 종운(終運)
- 2000년 3월 10일 : 식당차와 뷔페차가 이 날을 마지막으로 영업 종료
- 2003년 9월 16일 : 100계 열차 종운(終運)
- 2003년 10월 1일 : 시나가와역의 신칸센 승강장 부분이 개업하여 신칸센이 정차 개시. 또한 이 날부터 노조미호의 대량 증편이 이루어진다.
- 2007년 7월 1일 : N700계가 투입되어 도쿄 - 신오사카간 최단 운행 시간이 2시간 25분으로 감소.
- 2010년 2월 28일 : 500계 열차 종운(終運)
- 2010년 3월 13일 : 시간표 개정으로 산요 신칸센 직통 열차 전 차량이 N700계로 운용
- 2010년 9월 24일 : 시간표 개정으로 노조미/히카리 영업 최고 속도 시속 270 km/h 운행 실시
- 2012년 3월 16일 : 300계 열차 종운(終運)
- 2012년 3월 17일 : 다이어 개정으로 모든 정기 노조미가 N700계로 완전히 전환되고 전 구간 소요시간이 최고속도로 2시간 33분이 된다.
- 2020년 : 700계 열차 종운과 동시에 N700S계 투입 개시.

## 역

### 정차역 목록
| 역명       | 일어 역명 | 히 | 노 | 접속 노선 | 역간 거리 | 누적 거리 | 소재지                       | 소재지                       | 소재지                       |
| ---------- | --------- | -- | -- | --- | --------- | --------- | ---------------------------- | ---------------------------- | ---------------------------- |
| 도쿄       | 東京      | ●  | ●  | 도호쿠 신칸센 조에쓰 신칸센 호쿠리쿠 신칸센 야마가타 신칸센 아키타 신칸센 도카이도 선 (JT 01) 야마노테 선 (JY 01) 게이힌 도호쿠 선 (JK 26) 주오 쾌속선 (JC 01) 소부 쾌속선 · 요코스카 선 (JO 19) 게이요 선 (JE 01) 도쿄 지하철 마루노우치 선 (M-17) |           | 0.0       | 도 쿄 도                     | 지요다구                     | 지요다구                     |
| 시나가와   | 品川      | ●  | ●  | 도카이도 선 (JT 03) 야마노테 선 (JY 25) 게이힌 도호쿠 선 (JK 20) 요코스카 선 (JO 17) 게이힌 급행 전철 본선 (KK 01) | 6.8       | 6.8       | 도 쿄 도                     | 미나토구                     | 미나토구                     |
| 신요코하마 | 新横浜    | ●  | ●  | 요코하마 선 (JH 16) 요코하마 시 교통국 지하철 블루 라인 (B 25) | 22.0      | 28.8      | 가 나 가 와 현               | 요코하마시 고호쿠구          | 요코하마시 고호쿠구          |
| 오다와라   | 小田原    | ◆  | │  | 도카이도 선 (JT 16) 오다큐 전철 오다와라 선 (OH 47) 하코네 등산 철도 철도선 (OH 47) 이즈하코네 철도 다이유잔 선 (ID 01) | 55.1      | 83.9      | 가 나 가 와 현               | 오다와라시                   | 오다와라시                   |
| 아타미     | 熱海      | ◆  | │  | 도카이도 선 · 이토 선 (JT 21) 도카이도 선 (CA 00) | 20.7      | 104.6     | 시 즈 오 카 현               | 아타미시                     | 아타미시                     |
| 미시마     | 三島      | ◆  | │  | ■ 도카이도 본선 ■ 이즈 하코네 철도 슨즈 선 | 16.1      | 120.7     | 시 즈 오 카 현               | 미시마시                     | 미시마시                     |
| 신후지     | 新富士    | │  | │  | | 25.5      | 146.2     | 시 즈 오 카 현               | 후지시                       | 후지시                       |
| 시즈오카   | 静岡      | ◆  | │  | ■ 도카이도 본선 시즈오카 철도 시즈오카시미즈 선 | 34.0      | 180.2     | 시 즈 오 카 현               | 시즈오카시 아오이구          | 시즈오카시 아오이구          |
| 가케가와   | 掛川      | │  | │  | ■ 도카이도 본선 덴류하마나코 철도 덴류하마나코 선 | 49.1      | 229.3     | 시 즈 오 카 현               | 가케가와시                   | 가케가와시                   |
| 하마마쓰   | 浜松      | ◆  | │  | ■ 도카이도 본선 엔슈 철도 엔슈 철도선 (신하마마쓰 역) | 27.8      | 257.1     | 시 즈 오 카 현               | 하마마쓰시 주오구            | 하마마쓰시 주오구            |
| 도요하시   | 豊橋      | ◆  | │  | ■ 도카이도 본선 ■ 이다선 ■ 나고야 철도 나고야 본선 도요하시 철도 아쓰미 선 (신토요하시 역) 도요하시 철도 아즈마다 선 (도요하시에키마에 역) | 36.5      | 293.6     | 아 이 치 현                  | 도요하시시                   | 도요하시시                   |
| 미카와안조 | 三河安城  | │  | │  | ■ 도카이도 본선 | 42.7      | 336.3     | 아 이 치 현                  | 안조시                       | 안조시                       |
| 나고야     | 名古屋    | ●  | ●  | ■ 도카이도 본선 ■ 나고야 철도 나고야 본선 (메이테쓰나고야 역) ■ 긴키 닛폰 철도 나고야 선 (긴테쓰나고야 역) ■ 나고야 시 교통국 지하철 히가시야마 선 ■ 나고야 시 교통국 지하철 사쿠라도리 선                                                          | 29.7      | 366.0     | 아 이 치 현                  | 나고야시 나카무라구          | 나고야시 나카무라구          |
| 기후하시마 | 岐阜羽島  | ◆  | │  | ■ 나고야 철도 하시마 선 (신하시마 역) | 30.3      | 396.3     | 기후현 하시마시              | 기후현 하시마시              | 기후현 하시마시              |
| 마이바라   | 米原      | ◆  | │  | ■ 도카이도 본선 (비와코 선)·호쿠리쿠 본선 오미 철도 본선 | 49.6      | 445.9     | 시가현 마이바라시            | 시가현 마이바라시            | 시가현 마이바라시            |
| 교토       | 京都      | ●  | ●  | ■ 도카이도 본선(JR 교토·비와코·고세이 선) ■ 사가노 선 ■ 나라 선 ■ 긴키 닛폰 철도 교토 선 ■ 교토 시 교통국 지하철 가라스마 선 | 67.7      | 513.6     | 교토부 교토시 시모교구       | 교토부 교토시 시모교구       | 교토부 교토시 시모교구       |
| 신오사카   | 新大阪    | ●  | ●  | ■ 산요 신칸센 (직결 운행) ■ 도카이도 본선 (JR 교토 선) ■ 오사카시 교통국 지하철 미도스지 선 | 39.0      | 552.6     | 오사카부 오사카시 요도가와구 | 오사카부 오사카시 요도가와구 | 오사카부 오사카시 요도가와구 |

- 히 : 히카리 정차역 (산요 신칸센 직결 운행)
- 노 : 노조미 정차역 (산요 신칸센 직결 운행)
- 고다마 등급은 각 역에 정차한다.

### 각 역의 구조
각 역 구내 배선 및 홈 형식을 표로 나타낸다.
원칙으로서 모든 열차가 정차하여 통과 열차가 없는 역에서는 "2면 4선"의 구내 배선이 기본이 된다. 즉, 섬식 홈을 2면 배치하여 정류장은 상하선에 각각 2개소, 총 4곳을 마련하는 구조이다. 상하선 모두 각각 2개의 열차가 동시에 정차 가능하고, 상호 환승이 가능한 배선이다.
통과 열차가 있는 역에서는, 본선(통과선)에 직접 홈을 마련하지 않고, 본선과는 별도로 대피선을 설치한 후에 홈을 마련하는 구조가 기본이다. 이는 홈의 이용객과 고속으로 통과하는 열차 사이에 거리를 확보하여 풍압 등에 의한 사고를 막는 것이 목적이다. 본선에 홈이 있고 통과 열차가 있는 아타미 역과 2008년 3월 14일까지 통과 열차가 설정된 시나가와 역, 신요코하마 역은 통과 열차로 인한 사고를 막기 위해 승강장 위에 스크린 도어를 설치하였다.
| 배선분류 | 2면4선                                    | 2면2선+통과선                                                           | 2면3선+통과선          | 2면4선+통과선 | 2면2선   | 1면2선+통과선 | 3면6선 (종착역) |
| 구내도   |                                           |                                                                         |                        |               |          |               |                 |
| 해당역   | 시나가와역・신요코하마역 나고야역・교토역 | 오다와라역・신후지 역 시즈오카역・가케가와역 하마마츠 역・미카와안조 역 | 도요하시역・마이바라역 | 기후하시마역  | 아타미역 | 미시마역      | 도쿄역          |

## 차량

### 차량의 개요와 그 변천
도카이도 신칸센의 운행 차량의 변천은 아래와 같다.
| 차량      | 최고 속도 （단위 : km/h） | 1960년대                            | 1970년대                            | 1980년대                            | 1980년대                            | 1980년대                            | 1980년대                            | 1980년대                            | 1980년대                            | 1980년대                            | 1980년대                            | 1980년대                            | 1980년대                            | 1990년대                            | 1990년대                            | 1990년대                            | 1990년대                            | 1990년대                            | 1990년대                            | 1990년대                            | 1990년대                            | 1990년대                            | 1990년대                            | 2000년대                            | 2000년대                            | 2000년대                            | 2000년대                            | 2000년대                            | 2000년대                            | 2000년대                            | 2000년대                            | 2000년대                            | 2000년대                            | 2010년대                            | 2010년대                            | 2010년대                            | 2010년대                            | 2010년대                            | 2010년대                            | 2010년대                            | 2010년대                            | 2010년대                            | 2010년대                            | 2020년대                            | 2020년대                            | 2020년대                            | 2020년대                            | 2020년대                            | 2020년대                            | 2020년대                            | 2020년대                            | 2020년대                            | 2020년대                            | 비고                           |
| 0계       | 220 km/h*                 | 1964년부터 1999년까지               | 1964년부터 1999년까지               | 1964년부터 1999년까지               | 1964년부터 1999년까지               | 1964년부터 1999년까지               | 1964년부터 1999년까지               | 1964년부터 1999년까지               | 1964년부터 1999년까지               | 1964년부터 1999년까지               | 1964년부터 1999년까지               | 1964년부터 1999년까지               | 1964년부터 1999년까지               | 1964년부터 1999년까지               | 1964년부터 1999년까지               | 1964년부터 1999년까지               | 1964년부터 1999년까지               | 1964년부터 1999년까지               | 1964년부터 1999년까지               | 1964년부터 1999년까지               | 1964년부터 1999년까지               | 1964년부터 1999년까지               | 1964년부터 1999년까지               |                                     |                                     |                                     |                                     |                                     |                                     |                                     |                                     |                                     |                                     |                                     |                                     |                                     |                                     |                                     |                                     |                                     |                                     |                                     |                                     |                                     |                                     |                                     |                                     |                                     |                                     |                                     |                                     |                                     |                                     | 1964년부터 1986년까지 210 km/h |
| 100계     | 220 km/h                  |                                     |                                     |                                     |                                     |                                     |                                     |                                     | 1985년부터 2003년까지               | 1985년부터 2003년까지               | 1985년부터 2003년까지               | 1985년부터 2003년까지               | 1985년부터 2003년까지               | 1985년부터 2003년까지               | 1985년부터 2003년까지               | 1985년부터 2003년까지               | 1985년부터 2003년까지               | 1985년부터 2003년까지               | 1985년부터 2003년까지               | 1985년부터 2003년까지               | 1985년부터 2003년까지               | 1985년부터 2003년까지               | 1985년부터 2003년까지               | 1985년부터 2003년까지               | 1985년부터 2003년까지               | 1985년부터 2003년까지               | 1985년부터 2003년까지               |                                     |                                     |                                     |                                     |                                     |                                     |                                     |                                     |                                     |                                     |                                     |                                     |                                     |                                     |                                     |                                     |                                     |                                     |                                     |                                     |                                     |                                     |                                     |                                     |                                     |                                     |                                |
| 300계     | 270 km/h                  |                                     |                                     |                                     |                                     |                                     |                                     |                                     |                                     |                                     |                                     |                                     |                                     |                                     |                                     | 1992년부터 2012년까지               | 1992년부터 2012년까지               | 1992년부터 2012년까지               | 1992년부터 2012년까지               | 1992년부터 2012년까지               | 1992년부터 2012년까지               | 1992년부터 2012년까지               | 1992년부터 2012년까지               | 1992년부터 2012년까지               | 1992년부터 2012년까지               | 1992년부터 2012년까지               | 1992년부터 2012년까지               | 1992년부터 2012년까지               | 1992년부터 2012년까지               | 1992년부터 2012년까지               | 1992년부터 2012년까지               | 1992년부터 2012년까지               | 1992년부터 2012년까지               | 1992년부터 2012년까지               | 1992년부터 2012년까지               | 1992년부터 2012년까지               |                                     |                                     |                                     |                                     |                                     |                                     |                                     |                                     |                                     |                                     |                                     |                                     |                                     |                                     |                                     |                                     |                                     |                                |
| 500계     | 270 km/h                  |                                     |                                     |                                     |                                     |                                     |                                     |                                     |                                     |                                     |                                     |                                     |                                     |                                     |                                     |                                     |                                     |                                     |                                     |                                     | 1997년부터 2010년까지               | 1997년부터 2010년까지               | 1997년부터 2010년까지               | 1997년부터 2010년까지               | 1997년부터 2010년까지               | 1997년부터 2010년까지               | 1997년부터 2010년까지               | 1997년부터 2010년까지               | 1997년부터 2010년까지               | 1997년부터 2010년까지               | 1997년부터 2010년까지               | 1997년부터 2010년까지               | 1997년부터 2010년까지               | 1997년부터 2010년까지               |                                     |                                     |                                     |                                     |                                     |                                     |                                     |                                     |                                     |                                     |                                     |                                     |                                     |                                     |                                     |                                     |                                     |                                     |                                     |                                |
| 700계     | 270 km/h                  |                                     |                                     |                                     |                                     |                                     |                                     |                                     |                                     |                                     |                                     |                                     |                                     |                                     |                                     |                                     |                                     |                                     |                                     |                                     |                                     |                                     | 1999년부터 2020년까지               | 1999년부터 2020년까지               | 1999년부터 2020년까지               | 1999년부터 2020년까지               | 1999년부터 2020년까지               | 1999년부터 2020년까지               | 1999년부터 2020년까지               | 1999년부터 2020년까지               | 1999년부터 2020년까지               | 1999년부터 2020년까지               | 1999년부터 2020년까지               | 1999년부터 2020년까지               | 1999년부터 2020년까지               | 1999년부터 2020년까지               | 1999년부터 2020년까지               | 1999년부터 2020년까지               | 1999년부터 2020년까지               | 1999년부터 2020년까지               | 1999년부터 2020년까지               | 1999년부터 2020년까지               | 1999년부터 2020년까지               | 1999년부터 2020년까지               |                                     |                                     |                                     |                                     |                                     |                                     |                                     |                                     |                                     |                                |
| N700계    | 270 km/h                  |                                     |                                     |                                     |                                     |                                     |                                     |                                     |                                     |                                     |                                     |                                     |                                     |                                     |                                     |                                     |                                     |                                     |                                     |                                     |                                     |                                     |                                     |                                     |                                     |                                     |                                     |                                     |                                     |                                     | 2007년부터 2016년까지               | 2007년부터 2016년까지               | 2007년부터 2016년까지               | 2007년부터 2016년까지               | 2007년부터 2016년까지               | 2007년부터 2016년까지               | 2007년부터 2016년까지               | 2007년부터 2016년까지               | 2007년부터 2016년까지               |                                     |                                     |                                     |                                     |                                     |                                     |                                     |                                     |                                     |                                     |                                     |                                     |                                     |                                     | 2016년에 N700A계로 개조        |
| N700A계   | 285 km/h*                 |                                     |                                     |                                     |                                     |                                     |                                     |                                     |                                     |                                     |                                     |                                     |                                     |                                     |                                     |                                     |                                     |                                     |                                     |                                     |                                     |                                     |                                     |                                     |                                     |                                     |                                     |                                     |                                     |                                     |                                     |                                     |                                     |                                     |                                     |                                     | 2013년부터 현재까지                 | 2013년부터 현재까지                 | 2013년부터 현재까지                 | 2013년부터 현재까지                 | 2013년부터 현재까지                 | 2013년부터 현재까지                 | 2013년부터 현재까지                 | 2013년부터 현재까지                 | 2013년부터 현재까지                 | 2013년부터 현재까지                 | 2013년부터 현재까지                 | 2013년부터 현재까지                 | 2013년부터 현재까지                 | 2013년부터 현재까지                 | 2013년부터 현재까지                 | 2013년부터 현재까지                 | 2013년부터 현재까지                 | 2007년부터 2015년까지 270 km/h |
| N700S계   | 285 km/h                  |                                     |                                     |                                     |                                     |                                     |                                     |                                     |                                     |                                     |                                     |                                     |                                     |                                     |                                     |                                     |                                     |                                     |                                     |                                     |                                     |                                     |                                     |                                     |                                     |                                     |                                     |                                     |                                     |                                     |                                     |                                     |                                     |                                     |                                     |                                     |                                     |                                     |                                     |                                     |                                     |                                     |                                     |                                     | 2020년부터 현재까지                 | 2020년부터 현재까지                 | 2020년부터 현재까지                 | 2020년부터 현재까지                 | 2020년부터 현재까지                 | 2020년부터 현재까지                 | 2020년부터 현재까지                 | 2020년부터 현재까지                 | 2020년부터 현재까지                 |                                |
| 운영 회사 | 운영 회사                 | 일본국유철도(1964년부터 1987년까지) | 일본국유철도(1964년부터 1987년까지) | 일본국유철도(1964년부터 1987년까지) | 일본국유철도(1964년부터 1987년까지) | 일본국유철도(1964년부터 1987년까지) | 일본국유철도(1964년부터 1987년까지) | 일본국유철도(1964년부터 1987년까지) | 일본국유철도(1964년부터 1987년까지) | 일본국유철도(1964년부터 1987년까지) | 도카이여객철도(1987년부터 현재까지) | 도카이여객철도(1987년부터 현재까지) | 도카이여객철도(1987년부터 현재까지) | 도카이여객철도(1987년부터 현재까지) | 도카이여객철도(1987년부터 현재까지) | 도카이여객철도(1987년부터 현재까지) | 도카이여객철도(1987년부터 현재까지) | 도카이여객철도(1987년부터 현재까지) | 도카이여객철도(1987년부터 현재까지) | 도카이여객철도(1987년부터 현재까지) | 도카이여객철도(1987년부터 현재까지) | 도카이여객철도(1987년부터 현재까지) | 도카이여객철도(1987년부터 현재까지) | 도카이여객철도(1987년부터 현재까지) | 도카이여객철도(1987년부터 현재까지) | 도카이여객철도(1987년부터 현재까지) | 도카이여객철도(1987년부터 현재까지) | 도카이여객철도(1987년부터 현재까지) | 도카이여객철도(1987년부터 현재까지) | 도카이여객철도(1987년부터 현재까지) | 도카이여객철도(1987년부터 현재까지) | 도카이여객철도(1987년부터 현재까지) | 도카이여객철도(1987년부터 현재까지) | 도카이여객철도(1987년부터 현재까지) | 도카이여객철도(1987년부터 현재까지) | 도카이여객철도(1987년부터 현재까지) | 도카이여객철도(1987년부터 현재까지) | 도카이여객철도(1987년부터 현재까지) | 도카이여객철도(1987년부터 현재까지) | 도카이여객철도(1987년부터 현재까지) | 도카이여객철도(1987년부터 현재까지) | 도카이여객철도(1987년부터 현재까지) | 도카이여객철도(1987년부터 현재까지) | 도카이여객철도(1987년부터 현재까지) | 도카이여객철도(1987년부터 현재까지) | 도카이여객철도(1987년부터 현재까지) | 도카이여객철도(1987년부터 현재까지) | 도카이여객철도(1987년부터 현재까지) | 도카이여객철도(1987년부터 현재까지) | 도카이여객철도(1987년부터 현재까지) | 도카이여객철도(1987년부터 현재까지) | 도카이여객철도(1987년부터 현재까지) | 도카이여객철도(1987년부터 현재까지) |                                |

### 운행 차량
| 차량    | 최고 속도 （단위 : km/h） | 최고 속도 （단위 : km/h） | 도입 시기 | 운행 중단 시기 |
| 차량    | 노조미 히카리             | 고다마                    | 도입 시기 | 운행 중단 시기 |
| ------- | ------------------------- | ------------------------- | --------- | -------------- |
| 0계     | 210 ~ 220                 | 210 ~ 220                 | 1964년    | 1999년         |
| 100계   | 220                       | 220                       | 1985년    | 2003년         |
| 300계   | 270                       | 270                       | 1992년    | 2012년         |
| 500계   | 270 ~ 300                 | 270 ~ 300                 | 1997년    | 2010년         |
| 700계   | 270 ~ 285                 | 270 ~ 285                 | 1999년    | 2020년         |
| N700계  | 285 ~ 300                 | 285 ~ 300                 | 2007년    | 현재           |
| N700S계 | 285 ~ 300                 | 285 ~ 300                 | 2020년    | 현재           |

### 개량 계획
인프라 면에 있어서 신오사카 역의 승강장 증설이나 인상선 증설 등의 개량이 이루어지고 있다. 신오사카 역 개량공사가 완료되면 도카이도 신칸센에서 1시간에 최대 10편성의 노조미가 운행할 수 있게 된다.
또한 차량 운영면에서도 끊임없는 개선이 이루어져 왔다. 1999년과 2003년에는 각각 0계와 100계를 퇴출을 시켰는데, 이는 차량 노후화로 속도가 급격히 저하되는 문제를 비롯해서, 차량 회전 효율성의 문제 등 두 가지 요인이 복합적으로 작용한 것이었다. 이에 따라 일찌감치(2003년경) 이 노선의 최고 속도는 270 km/h에 맞추어졌으며 이에 대응하는 차량만이 입선할 수 있게 되었다. 또한, 좌석 배치도 모든 열차가 완벽히 똑같게 하였는데, 이 과정에서 좌석 배치가 달랐던 500계 또한 비용 문제로 잘려나가게 되었다.
2010년 봄 시간표 개정으로 산요 신칸센 직통의 노조미가 모두 N700계로 운행하게 되었다. 도카이 여객철도에서는 그 외 차량의 교체도 점진적으로 진행하고 동시에 에너지 절약을 위해 전 차량을 2012년 3월 17일부터 700계와 N700계로 통일하였다. 또한 2010년 9월부터 기존 최고속도인 시속 270킬로미터로 운행되고 있으며, 2011년부터 마이바라 - 교토 구간 등의 일부 구간에서 시속 270에서 300킬로미터로 증속 운행하는 것을 검토하고 있다. 2012년 3월 17일부터 모든 정기 노조미가 N700계로 운행된다.

### 운행 계통
이른바 9-2-2 다이어가 적용되어 있으며 3종의 운행 계통이 있다. 1시간에 제일 빠른 노조미가 9편(18시, 19시에는 10편), 히카리와 고다마가 각 2편씩 운행하고 있다.
| 열차 등급                      | 도쿄 | 시나가와 | 신요코하마 | 오다와라 | 아타미 | 미시마 | 신후지 | 시즈오카 | 가케가와 | 하마마쓰 | 도요하시 | 미카와안조 | 나고야 | 기후하시마 | 마이바라 | 교토 | 신오사카 |
| ------------------------------ | ---- | -------- | ---------- | -------- | ------ | ------ | ------ | -------- | -------- | -------- | -------- | ---------- | ------ | ---------- | -------- | ---- | -------- |
| 노조미 (산요 신칸센 직결 운행) | ●    | ●        | ●          | ↔        | ↔      | ↔      | ↔      | ↔        | ↔        | ↔        | ↔        | ↔          | ●      | ↔          | ↔        | ●    | ●        |
| 히카리 (산요 신칸센 직결 운행) | ●    | ●        | ●          | ■        | ■      | ■      | ↔      | ■        | ↔        | ■        | ■        | ↔          | ●      | ■          | ■        | ●    | ●        |
| 고다마                         | ●    | ●        | ●          | ●        | ●      | ●      | ●      | ●        | ●        | ●        | ●        | ●          | ●      | ●          | ●        | ●    | ●        |
| ●＝정차；■＝일부 정차；↔＝통과 |      |          |            |          |        |        |        |          |          |          |          |            |        |            |          |      |          |

#### 노조미
노조미는 1992년 3월 14일부터 운행을 개시하였으며, 보통 시간당 9편이 운행된다. 대부분의 열차가 1993년 3월 18일부터 산요 신칸센 직통으로 오카야마역, 히로시마역, 하카타역까지 운전되며 일부는 신오사카역까지만 운행된다. 매시 10분발과 30분발이 하카타 행이며, 열차 번호는 1호부터 순서대로 부여된다. 2012년 3월 17일 다이어 개정시부터 모든 정기 노조미가 N700계로 운행하고 있다.
노조미 99호는 오전 6시에 시나가와 발 하카타 행으로 운전되며, 상행인 노조미 100호는 니시아카시 발 도쿄 행으로 운행한다. 이 노조미 이외 나머지는 니시아카시 역을 통과한다. 오전 6시대에 오카야마나 히로시마 발 노조미도 5편 정도 설정되어 있다. 2012년 3월 17일 다이어 개정 기준으로 정기 노조미는 총 163편이 된다. 2012년 3월 17일의 시각표 개정 이후 도쿄 - 신오사카 구간의 소요 시간은 최소 2시간 33분, 도쿄발 막차는 21:20 신오사카행이다.

#### 히카리
히카리는 도카이도 신칸센이 개통된 1964년 10월 1일부터 운행을 개시하였으며, 당시에는 가장 빠른 등급의 열차였다. 히카리는 노조미 정차역 외에 오다와라, 아타미, 미시마, 시즈오카, 하마마쓰, 도요하시, 기후하시마, 마이바라 가운데 3~4개 역에 번갈아가며 정차한다. 노조미 보다는 속도가 느리고 운임도 싸다. 시간당 2편이 운전되며, 2013년 3월 16일 다이어 개정으로 매일 아침 7시 3분에서 저녁 5시 3분까지 도쿄에서 발차하는 히카리는 시즈오카, 하마마쓰, 나고야, 신오사카역을 경유하여, 오카야마까지 운행하고, 저녁 6시 3분과~8시 3분에 도쿄에서 출발하는 히카리는 오다와라, 기후하시마, 마이바라, 신오사카역까지 운행한다. 산요 신칸센 구간에선, 시즈오카, 하마마쓰, 나고야, 신오사카역을 경유하여, 오카야마까지의 모든 역에 정차한다. 아침 6시에 신요코하마에서 발차하는 히카리는 히로시마까지 운행된다.

#### 고다마
고다마는 가장 느린 등급의 열차로, 시간당 2편이 설정되어 있다. 신오사카 발착 1편과 나고야 발착 1편으로 구성되어 있으며, 이른 아침이나 심야에는 하마마쓰·시즈오카·미시마 발착 열차도 다닌다. 고다마는 17개 역 전 역에 정차한다.

### 흡연용 설비
1964년 개업 초에는 모든 차량에서 흡연이 가능했다. 1976년에 '고다마'의 16호차에 처음 금연차가 도입되었다(1981년에 1호차로 변경).
그 후 흡연차는 서서히 감소해, 2007년 도입의 N700계는 전석 금연이 되어 3, 10, 15호차의 갑판에 마련된 흡연실에서만 흡연이 허가되게 되었다. 좌석 흡연이 가능한 차량은 2020년 봄, 700계 운용 종료로 도카이도 신칸센에서 사라졌다.
2024년 봄에는 차량 내 흡연실이 모두 폐지될 예정이다. 건강증진 지향이 높아지고 있는 점이나 흡연율 저하를 고려한 대응으로 하고 있으며, 철거지에는 비상용 식수를 배치할 예정이다.

### 소요시간과 최고속도
도쿄 - 신오사카 간 최속달 열차의 소요시간의 추이는 다음과 같다.
| 기간                               | 소요시간   | 최고속도 | 열차 애칭 | 차량 형식                     |
| ---------------------------------- | ---------- | -------- | --------- | ----------------------------- |
| 1964년 10월 1일 - 1965년 10월 31일 | 4시간      | 210 km/h | 히카리    | 0계                           |
| 1965년 11월 1일 - 1985년 3월 13일  | 3시간 10분 | 210 km/h | 히카리    | 0계                           |
| 1985년 3월 14일 - 1986년 10월 31일 | 3시간 8분  | 210 km/h | 히카리    | 0계・100계                    |
| 1986년 11월 1일 - 1988년 3월 12일  | 2시간 56분 | 220 km/h | 히카리    | 0계・100계                    |
| 1988년 3월 13일 - 1992년 3월 13일  | 2시간 49분 | 220 km/h | 히카리    | 100계                         |
| 1992년 3월 14일 - 2007년 6월 30일  | 2시간 30분 | 270 km/h | 노조미    | 300계・500계・700계           |
| 2007년 7월 1일 - 2015년 3월 13일   | 2시간 25분 | 270 km/h | 노조미    | N700계                        |
| 2015년 3월 14일 - 2020년 3월 13일  | 2시간 22분 | 285 km/h | 노조미    | N700계(G·X·F·K 편성)          |
| 2020년 3월 14일 -                  | 2시간 21분 | 285 km/h | 노조미    | N700계(G·X·F·K 편성)・N700S계 |

도카이도 신칸센은 짧은 공사기간을 거쳐 개업에 이르렀기 때문에, 노반의 안정을 위해 개업 후 1년간은 길들이기(워밍업) 운행으로서 도쿄역과 신오사카역 사이의 소요시간을 "히카리" 4시간, "고다마"는 5시간으로 운행했다.
개업 다음해부터 "히카리"가 예정대로 3시간 10분에 운행을 개시하였다. 한동안 이 상황이 계속되다가, 1985년 이후부터 서서히 속도가 향상되었다. 같은 해 3월 14일의 운전시각표 개정에서는 "히카리"의 여유 시간 검토에 따른 결과, 1986년 11월에는 최고 속도 향상에 따라 소요 시간이 단축되었다. 1988년 3월에는 도쿄 21시 00분발 신오사카 행 막차 "히카리", 통칭 "신데렐라 익스프레스"가 최단소요시간 기록을 갱신했다.
1992년 3월 14일, 최고속도 270km/h의 300계 "노조미"가 운행을 개시하여, 도쿄역-신오사카역 사이를 2시간 30분에 운행했다. 이후에도 정차역에 시나가와역·신요코하마 역이 추가되었지만 최단소요시간은 바뀌지 않았다.
2007년 7월 1일 N700계가 운전을 개시했다. 최고속도는 변하지 않았지만, 높은 가속 성능·간이 틸팅 시스템·새로운 ATC등을 활용하여 도쿄역-신오사카 역 사이를 5분 단축했다.
도쿄역-나고야역 사이의 역대 최단소요시간은 1997년 11월 29일부터 2003년 9월 30일사이에 있었던 도쿄 22시 발 하행 나고야행 마지막 "노조미"의 1시간 34분이며 도중 무정차였다. 이후 시나가와역·신요코하마역·시즈오카역-하마마쓰역·도요하시역에 정차하는 나고야행 마지막 "히카리"(2008년 3월 15일 이후부터 N700계로 운행)로 격하되었으며 해당 열차의 소요시간은 1시간 49분이다.
차량의 최고 속도는 더 향상되었지만, 이 구간에서 영업운행 최고 속도가 270 km/h(산요 신칸센은 300 km/h)에 묶여있는 것은 이후에 건설된 신칸센 각 노선에 비해 곡률반경이 작은 커브(반경 2500m, 산요 이후는 반경 4000m)가 많아 더 이상 최고속도만을 높여도 도달시간 단축에 큰 기여를 할 수 없기 때문이다. 다만 마이바라역-교토역 사이에서는 고속주행이 가능하다. 이 구간에서 955형(300X)가 철차륜으로는 일본 최고속도인 443.0 km/h을 가지고 있다. 이 구간은 일부 열차에 한해 330 km/h의 영업운전 검토가 시작되어 있다.
2015년 3월 14일부터, 23년만에 최고속도가 미시마역 - 신오사카역 사이의 일부 구간에서 285 km/h로 향상되었다. 이에 의해 도쿄역 - 신오사카역 사이가 2분에서 3분 단축되었다. 대상은 N700A계와 N700계의 개조 차량을 사용한 열차다.